# Acanthurus albipectoralis

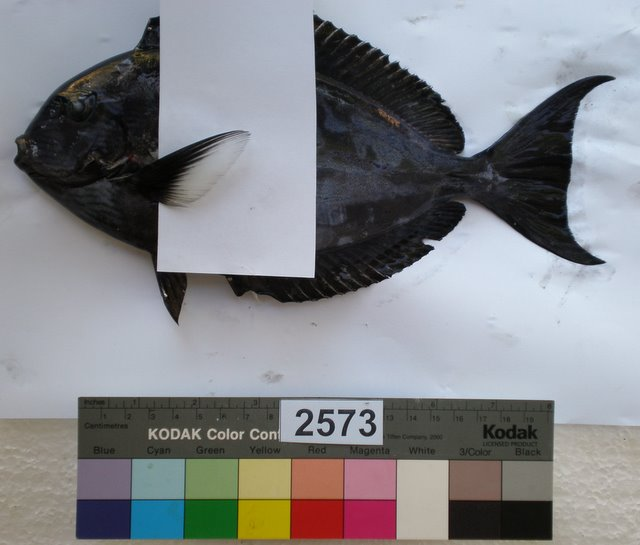
A. albipectoralis preservado destacando la aleta pectoral. Longitud: 24,3 cm. Peso: 243 gr.

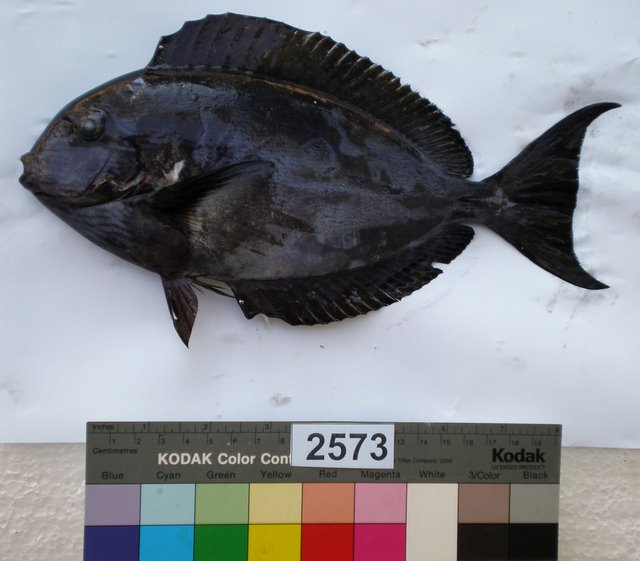
Mismo ejemplar de A. albipectoralis de la imagen superior. Noumea, Nueva Caledonia

El Acanthurus albipectoralis es un pez cirujano, de la familia de los Acantúridos. Su nombre común en inglés es whitefin surgeonfish, o cirujano aleta blanca.
Es una especie ampliamente distribuida, y común en parte de su rango de distribución. Se recolecta para consumo humano, pero tan sólo de forma fortuita.

## Morfología
Posee la morfología típica de su familia, cuerpo comprimido lateralmente y ovalado. La boca es pequeña, protráctil y situada en la parte inferior de la cabeza. Tiene 22 vértebras; 8-9 espinas y  29-33 radios blandos dorsales; 2-3 espinas y 18-31 radios blandos anales; 1 espina y 5 radios blandos pélvicos, y 14-18 radios blandos pectorales.
Como todos los peces cirujano, de ahí les viene el nombre común, tiene 1 espina extraíble a cada lado del pedúnculo caudal; se supone que las usan para defenderse de otros peces.
Su coloración varía de gris azulado claro a marrón oscuro. La parte exterior de la aleta pectoral tiene una franja blanca, más ancha en la parte central, que es la característica más distintiva, y da nombre a la especie.
Alcanza los 33 cm de longitud.

## Alimentación
Se nutre principalmente de pequeños invertebrados planctónicos.

## Reproducción
Son monógamos, ovíparos y de fertilización externa. El desove está sometido a la periodicidad del ciclo lunar. Las larvas pelágicas, llamadas Acronurus, evolucionan a juveniles cuando alcanzan los 6 cm aproximadamente. No cuidan a sus crías.

## Hábitat y comportamiento
Es una especie bentopelágica. Asociada a arrecifes de coral, frecuenta laderas de arrecifes exteriores expuestos a mar adentro. Puede ocurrir solitario, pero suele verse normalmente en grupos pequeños, alimentándose de zooplancton sobre el fondo.
Su rango de profundidad está entre 5 y 20 metros.

## Distribución geográfica
Se distribuye en aguas tropicales del océano Pacífico oeste y central. Es especie nativa de Australia, Fiyi, Nueva Caledonia, Samoa, Tonga, Vanuatu, Vietnam y Wallis y Futuna. Siendo cuestionable su presencia en Filipinas e islas Spratly.